# Špik Hude police
Špik Hude police (italijansko Cima di Terrarosa) je 2.420 m visoka gora v zahodnem italijanskem delu Julijskih Alp. Skupaj s sosednjim Špikom nad Tratico (Cime Gambon, 2.405 m) oblikuje greben, ki se na severozahodu zaključuje na Škrbini nad Cijanerico (Forca del Palone, 2.242 m); preko nje se navezuje na masiv Montaža. Na jugovzhodu se preko Škrbine nad Tratico (Forca de lis Sieris, 2.274 m) povezuje  z masivom Špika nad Nosom (Foronon del Buinz, 2.531 m) in Špika nad Špranjo (Modeon del Buinz, 2.554 m). Na vrh Špika Hude police vodi preko njegovih južnih pobočij lahka označena pot - mulatjera z začetkom pri Koči Brazza (1.660 m, 2½h). Težje dosegljiv je po zavarovani poti - ferrati Augusta in Elenite Leva s škrbine Vrh Strmali (Forcela dei Disteis, 2201 m), prav tako z izhodiščem pri Koči Brazza (4½h). Celotno severno ostenje pada globoko v zatrep doline Zajzere.